# Fabio Miretti
Fabio Miretti (sinh ngày 3 tháng 8 năm 2003) là một cầu thủ bóng đá chuyên nghiệp người Ý chơi ở vị trí tiền vệ cho câu lạc bộ Serie A Juventus và Đội tuyển bóng đá quốc gia Ý .
Miretti gia nhập đội trẻ của Auxilium Saluzzo vào năm 2007 và chuyển sang đội Cuneo vào năm sau. Năm 2011, Miretti được Juventus mua lại và anh đã thi đấu ở các cấp độ trẻ . Vào tháng 2 năm 2021, anh có trận ra mắt chuyên nghiệp với đội U23 , ở tuổi 17. Mùa giải tiếp theo, anh trở thành cầu thủ thường xuyên của U23 Juventus, đồng thời có trận ra mắt Serie A và UEFA Champions League với đội một và giúp đội U19 đạt đến chức vô địch. Bán kết giải trẻ UEFA . Trong mùa giải 2022–23, anh được đôn lên đội một vĩnh viễn.
Miretti cũng đã đại diện cho Ý ở các cấp độ trẻ kể từ năm 2018. Anh đã ghi 9 bàn sau 40 lần ra sân ở các cấp độ của Ý.

## Danh hiệu
Juventus
- Coppa Italia: 2023–24[2]